# Arnoud van der Biesen
Arnoud Eugène van der Biesen (28 de diciembre de 1899-17 de febrero de 1968) fue un deportista neerlandés que compitió en vela en la clase bote 12 ft. Participó en los Juegos Olímpicos de Amberes 1920, obteniendo una medalla de plata en la clase bote 12 ft.

## Palmarés internacional
| Juegos Olímpicos | Juegos Olímpicos  | Juegos Olímpicos | Juegos Olímpicos |
| Año              | Lugar             | Medalla          | Clase            |
| ---------------- | ----------------- | ---------------- | ---------------- |
| 1920             | Amberes (Bélgica) | Medalla de plata | Bote 12 ft       |